# Leotia atra
Leotia atra är en svampart som beskrevs av Weinm. 1856. Leotia atra ingår i släktet slemmurklingar och familjen Leotiaceae.   Inga underarter finns listade i Catalogue of Life.